# Ляля (река)
Ля́ля (в верховье Полуденная Ляля) — горно-таёжная река в Свердловской области (Россия), правый приток реки Сосьва. Площадь водосбора 7430 км². Скорость течения до 0,4 м/с. Урез устья 60,6 м. Длина — 242 км. Площадь бассейна — 7430 км².
В нижнем и среднем течении сильно петляет и изобилует старицами, берега местами заболочены. В 165 км от устья — город Новая Ляля, в 106 км — посёлок Старая Ляля, в устье реки Павда — посёлок Павда. Ляля (манс.) — тёплая.

## Притоки
(км от устья)
- 7,4 км: Толмачиха (пр)
- 30 км: Берёзовка (пр)
- 50 км: Большая Каскунка (пр)
- 52 км: Малая (пр)
- 72 км: Лобва (лв) (длина — 222 км)
- 91 км: Отва (пр)
- 123 км: Мурзинка (пр)
- 128 км: Каменка (лв)
- 156 км: Яборовка (лв)
- 171 км: Большая Нясьма (пр) (длина — 92 км)
- 179 км: Парча (лв)
- 183 км: Бобровка (пр)
- 195 км: Спайская (лв)
- 200 км: Мурзинка (пр)
- 214 км: Байковка (лв)
- 216 км: Павда (лв)
- 242 км: Колодничная Ляля (лв)

## Данные водного реестра
По данным государственного водного реестра России относится к Иртышскому бассейновому округу, водохозяйственный участок реки — Тавда от истока и до устья, без реки Сосьва от истока до водомерного поста у деревни Морозково, речной подбассейн реки — Тобол. Речной бассейн реки — Иртыш. Код объекта в государственном водном реестре — 14010502512111200010713.